# Malásia nos Jogos Paralímpicos de Verão de 2012
A Malásia participou dos Jogos Paralímpicos de Verão de 2012, que aconteceram na cidade de Londres, no Reino Unido.

## Desempenho

### Levantamento de peso
Masculino
| Atletas           | Evento | Resultado | Posição |
| ----------------- | ------ | --------- | ------- |
| Mariappan Perumal | -75 kg | 170,0     | 8º      |

Feminino
| Atletas                    | Evento   | Resultado | Posição |
| -------------------------- | -------- | --------- | ------- |
| Lee Chan Siow              | -56 kg   | 80,0      | 6º      |
| Sharifah Raudzah Syed Akil | -82.5 kg | 97,0      | 8º      |

### Natação
Masculino
| Atletas                      | Evento               | Preliminares | Preliminares | Final       | Final       |
| Atletas                      | Evento               | Marca        | Posição      | Marca       | Posição     |
| ---------------------------- | -------------------- | ------------ | ------------ | ----------- | ----------- |
| Jamery Siga                  | 50 metros livre - S5 | 39s08        | 11º          | Não avançou | Não avançou |
| Zul Amirul Sidi Bin Abdullah | 50 metros livre - S5 | 43s30        | 16º          | Não avançou | Não avançou |